# Alfred Vulpian
Pour les articles homonymes, voir Vulpian.
Alfred Vulpian, né le 5 janvier 1826 à Paris 2e et mort le 18 mai 1887 à Paris 5e, est un physiologiste et neurologue français, médecin des hôpitaux et professeur d'anatomie pathologique et de pathologie expérimentale.
Son nom est attaché aux questions relatives à la physiologie et à la pathologie des nerfs crâniens, vaso-moteurs et sécréteurs, de la moelle épinière et de l’encéphale, de plusieurs affections de la peau, du cœur et d’autres organes, et à l’histoire physiologique, toxicologique et thérapeutique de nombre de poisons et médicaments. Il ne peut rivaliser avec la célébrité ininterrompue dont jouit encore aujourd'hui son meilleur ami, Jean-Martin Charcot, avec lequel il est aux origines de la neurologie moderne.

## Biographie
D’une famille autrefois célèbre dans le Dauphiné, Vulpian a commençé ses classes en 1832 à l’Institution Hallays-Dabot à Paris, avant d’entrer, en 1836, dans la classe de sixième au Prytanée de Menars. En 1843, après avoir terminé sa philosophie à Menars, il entre au collège Louis-le-Grand, où il suit le cours préparatoire à l’École Normale comme externe.
Lorsque, malgré ses brillantes études classiques, il échoue au concours de l’École Normale, en 1844, un ami de la famille, M. Philipeaux, préparateur de Pierre Flourens au Muséum d’histoire naturelle, lui procure un poste d'aide-préparateur dans son laboratoire. Immédiatement apprécié de Flourens, il s’inscrit, avec sa permission, à la Faculté de médecine, en octobre 1845. Successivement externe, puis interne des hôpitaux, en 1849, il est, la même année, nommé professeur d’histoire naturelle au lycée Chaptal.
Tout en remplissant ses fonctions d’enseignant, il prépare une thèse de doctorat en médecine très remarquée, intitulée Essai sur l'origine de plusieurs paires des nerfs crâniens (3e, 4e, 5e, 6e, 7e, 8e, 9e et 10e), qu’il passe le 21 juillet 1853. Le 16 mai 1850, il a reçu une médaille pour son dévouement pendant une épidémie de choléra, et lors des luttes civiles de 1848 et de 1851.
En 1856, observant la propriété que possèdent les extraits de surrénales d’être colorés en brun par l’air et en vert par les sels ferriques, il met en évidence une substance produite par l'extrait de glandes surrénales, nommée plus tard adrénaline, et publie ses « Recherches expérimentales sur la physiologie et la pathologie des capsules surrénales » dans le Compte Rendu de l'Académie des sciences. Reçu au concours de médecin des hôpitaux, en 1857, il est nommé agrégé de la Faculté de médecine, en 1860. Flourens, dont il était toujours préparateur, le choisit en 1864, pour le suppléer dans sa chaire de physiologie comparée au Muséum, et professe, pendant trois ans, dans cette chaire. Faisant d’avance dans son laboratoire toutes les expériences, qui devaient être montrées en public, il préparait ses cours en constituant d’énormes dossiers, méthodiquement classés, remplis de coupures de journaux de tous pays, d’observations personnelles manuscrites, et de dessins de sa main, aussi soignés que des planches d’atlas anatomique.
Successivement agrégé de la Faculté de médecine de Paris, médecin de la Salpêtrière, puis de la Pitié, il allait être nommé, avec l’assentiment de tous ses maitres, professeur d’anatomie pathologique, à la Faculté de médecine de Paris en 1867, quand Henry Maret, évêque in partibus de Sura et doyen de la Faculté de théologie, a lancé contre lui un mandement, l’accusant de matérialisme et d’athéisme, auquel ses opinions subversives enlevaient le droit d’enseigner la jeunesse. Néanmoins présenté au choix du ministre, sa nomination a donné lieu, au sein du conseil académique, à une lutte rude, où les amis de l’évêque de Sura n’ont été battus qu’à une voix de majorité Vulpian fat cependant. Quelques mois plus tard, tandis que les étudiants se pressaient en foule à ses cliniques et à ses cours, un certain Giraud, ayant de nouveau dénoncé son enseignement à la vindicte publique et envoyé une pétition au Sénat, pour demander son expulsion de l’École, ces attaques n’ont fait que le rendre plus populaire parmi ses étudiants.
Ses travaux, poursuivis sans se préoccuper des polémiques, lui assurent une place chaque jour plus considérable dans le monde savant. En 1859, il a le premier l'idée de cultiver des tissus animaux ; il isole des fragments de queue de têtard et essaye de les cultiver dans l'eau. Bien qu'il obtienne la survie des cellules, elles ne se multiplient pas, et cette tentative n'apporte guère d'informations, si ce n'est de démontrer la capacité de survie des cellules en dehors de l'organisme.
En 1864, il remarque que les patients atteints d'un ictus apoplectique ont la tête et les yeux tournés du côté opposé à leur hémiplégie, c’est-à-dire du côté de leur lésion cérébrale : ce sera le sujet de la thèse de son élève Jean-Louis Prévost. Ce signe classique est connu depuis lors sous le nom de loi de Prévost-Vulpian.
Avec son ami Charcot, il décrit la sclérose en plaques. Leurs travaux sur cette maladie sont publiés en 1868 dans la Gazette des Hôpitaux. « Appelé à prendre possession de la chaire de pathologie expérimentale et comparée, lorsqu'elle est devenue vacante par la suite de la démission de M. Brown-Séquard, j'ai choisi, pour sujet de mon premier cours (mars-juillet 1873), la physiologie et la pathologie de l'appareil nerveux vaso-moteur » écrit Vulpian en préface.
Toujours avec Charcot, à la Salpêtrière, il se consacre à l'étude de la physiologie et de la pathologie du système nerveux. Il étudie la dégénérescence et la régénération du système nerveux ainsi que l'effet des drogues sur celui-ci. Il apporte un nouvel éclairage sur la neuropathologie. Élu membre de l'Académie des sciences en 1876, il ouvre de nombreux laboratoires et effectue des recherches sur l’anesthésie, notamment avec le chloral, la cocaïne, ou le curare dans l’anesthésie.
Pasteur ayant eu recours à lui pour savoir s'il pouvait en conscience inoculer pour la première fois le virus des moelles rabiques à l'homme, il l’a encouragé à faire la première vaccination contre la rage sur le jeune Jean-Baptiste Jupille, qui avait été mordu par un chien enragé, le 14 octobre 1885, couvrant cette épreuve de sa haute autorité. Doyen de la Faculté de médecine à deux reprises, il démissionne, lorsque Paul Bert est nommé ministre de l’Instruction publique. Lors de la dernière maladie du comte de Chambord, il a été appelé en consultation, ce qui lui vaut d’être caricaturé par Alfred Le Petit dans Le Charivari, avec cette légende « Vous avez fait un coup de maitre, Dit-on, ô docteur réputé. Le roi sera sauvé, peut-être ; Le roi… Mais pas la royauté ! »
Ayant contracté une pneumonie infectieuse en disséquant un cadavre à l’École de médecine, il est mort après deux semaines, malgré les soins prodigués par ses collègues et amis Charcot et Potain.

## Œuvres et publications
- Essai sur l'origine de plusieurs paires des nerfs crâniens (3e, 4e, 5e, 6e, 7e, 8e, 9e et 10e)  (Thèse pour le Doctorat de médecine de Paris, présentée et soutenue le 21 juillet 1853, nº 170), Paris, Rignoux, 1853 (lire en ligne).
- « Note sur quelques réactions propres à la substance des capsules surrénales », Comptes rendus de l'Académie des Sciences, Paris, vol. 43,‎ 1856, p. 663-5.
- Des pneumonies secondaires, [Thèse de Doctorat présentée et soutenue à la Faculté de médecine le 22 février 1860], Adrien Delahaye (Paris), 1860.
- Leçons sur la physiologie générale et comparée du système nerveux, faites en 1864 au Muséum d'histoire naturelle : rédigées par M. le Dr Ernest Brémond, revues par le professeur Vulpian, Paris, Germer Baillière, 1866lire en ligne=lire en ligne sur gallica, 920 p., in-8º (OCLC 1474953750).
- Notice sur les travaux scientifiques de M. A. Vulpian, candidat à l'Académie de médecine (section d'anatomie et de physiologie : réimpression avec quelques additions, de la notice imprimée en 1866, à l'occasion de ma candidature à la chaire d'anatomie pathologique de la Faculté, Paris, E. Martinet, 1869 (OCLC 810293520, lire en ligne).
- « Études sur l'appareil vaso-moteur », La Revue scientifique de la France et de l'étranger : revue des cours scientifiques, Paris, Germer Baillière,‎ 1871-1883, p. 132-86 (lire en ligne sur Gallica).
- Notice sur les travaux scientifiques, Paris, E. Martinet, 1872, 100 p., in-4º (OCLC 458805331, lire en ligne).
- « Moelle épinière. Physiologie », dans publ. sous la dir. A. Dechambre [puis de] L. Lereboullet ; L. Hahn secrétaire de la dir. [puis] directeur-adjoint, Dictionnaire encyclopédique des sciences médicales, t. 8, MIL-MOE, Paris, G. Masson & P. Asselin, 1874 (OCLC 14855940, lire en ligne sur Gallica), p. 343.
- Leçons sur l'appareil vaso-moteur (physiologie et pathologie) faites à la Faculté de Médecine de Paris en 1873 : rédigées par  le Dr Henri Camille Carville, Paris, Germer Baillière, 1875tome=1, 2 vol. (lire en ligne sur Gallica), t. 2 sur Gallica.
- avec Paul Brouardel, Le Professeur Paul Lorain, Paris, E. Martinet, 1875, 18 p. (OCLC 29612969, lire en ligne).
- Notice sur les travaux scientifiques de M. A. Vulpian : candidat à l’Académie de médecine (section d’anatomie et de physiologie), réimpression avec quelques additions, de la notice imprimée en 1866, à l'occasion de ma candidature à la chaire d’anatomie pathologique de la Faculté, Paris, E. Martinet, 1876 (OCLC 1349636597, lire en ligne).
- Henri Camille Carville, Leçons sur l'appareil vaso-moteur, physiologie et pathologie : faites à la Faculté de médecine de Paris, Paris, Germer Baillière, 1875, 2 vol. (OCLC 894148111, lire en ligne)
- « Leçons sur l'action physiologique des poisons et médicaments, faites à la Faculté de médecine de Paris en 1875 », Journal de l'École de Médecine, Paris,‎ 1875.
- Du mode d'action du salicylate de soude dans le traitement du rhumatisme articulaire aigu, Paris, O. Doin, 1881, 31 p., in-8º (OCLC 763576769, lire en ligne sur Gallica).
- Leçons sur l'action physiologique des substances toxiques et médicamenteuses, Paris, Germer Baillière, 1882, xxxi, 657 p. (OCLC 970811935, lire en ligne).
- Maladies du système nerveux : leçons professées à la Faculté de médecine : Maladies de la moëlle [recueillies et publiées par M. le Dr Paul Bourceret, revues par le professeur, Paris, O. Doin, 1879 (réimpr. 1886lire en ligne=lire en ligne sur Gallica), t. 2 sur Gallica.
- « Discours aux funérailles de M. Claude Bernard », dans Claude Bernard, Leçons sur les phénomènes de la vie, communs aux animaux et aux végétaux, Paris, J.-B. Baillière et fils, 1885, 2 vol., 4 pl. illustr. ; in-8º (OCLC 9362406, lire en ligne sur Gallica), vii-xxiv.
- avec Jean-Martin Charcot, De la paralysie agitante, Paris, V. Masson et fils, 1862lire en ligne=lire en ligne sur gallica, 40 p., in-8º.

## Éponymie
- phénomène de Vulpian-Heidenhain-Sherrington
- syndrome de Vulpian-Bernhardt
- signe de Vulpian
- loi de Prévost-Vulpian.
- paralysie de Vulpian, correspondant au stade de la curarisation où la motricité volontaire est abolie, mais la contraction par stimulation électrique du nerf est toujours possible.

## Titres, prix et distinctions
- Agrégé de l'École de médecine.
- Médecin à la Salpêtrière puis à la Pitié.
- Académie de médecine, élu membre de la section d'anatomie et physiologie (1860).
- Officier de la Légion d'honneur (1878).
- Professeur de pathologie comparée et expérimentale (1875).
- Doyen de la Faculté de médecine de Paris (1875-1881).
- Société d'anthropologie de Paris (1883).
- Académie des sciences, élu membre le 22 mai 1876 (section de médecine et chirurgie), secrétaire perpétuel (1886-1887).

## Hommages
- Rue Vulpian dans le 13e arrondissement de Paris

## Galerie

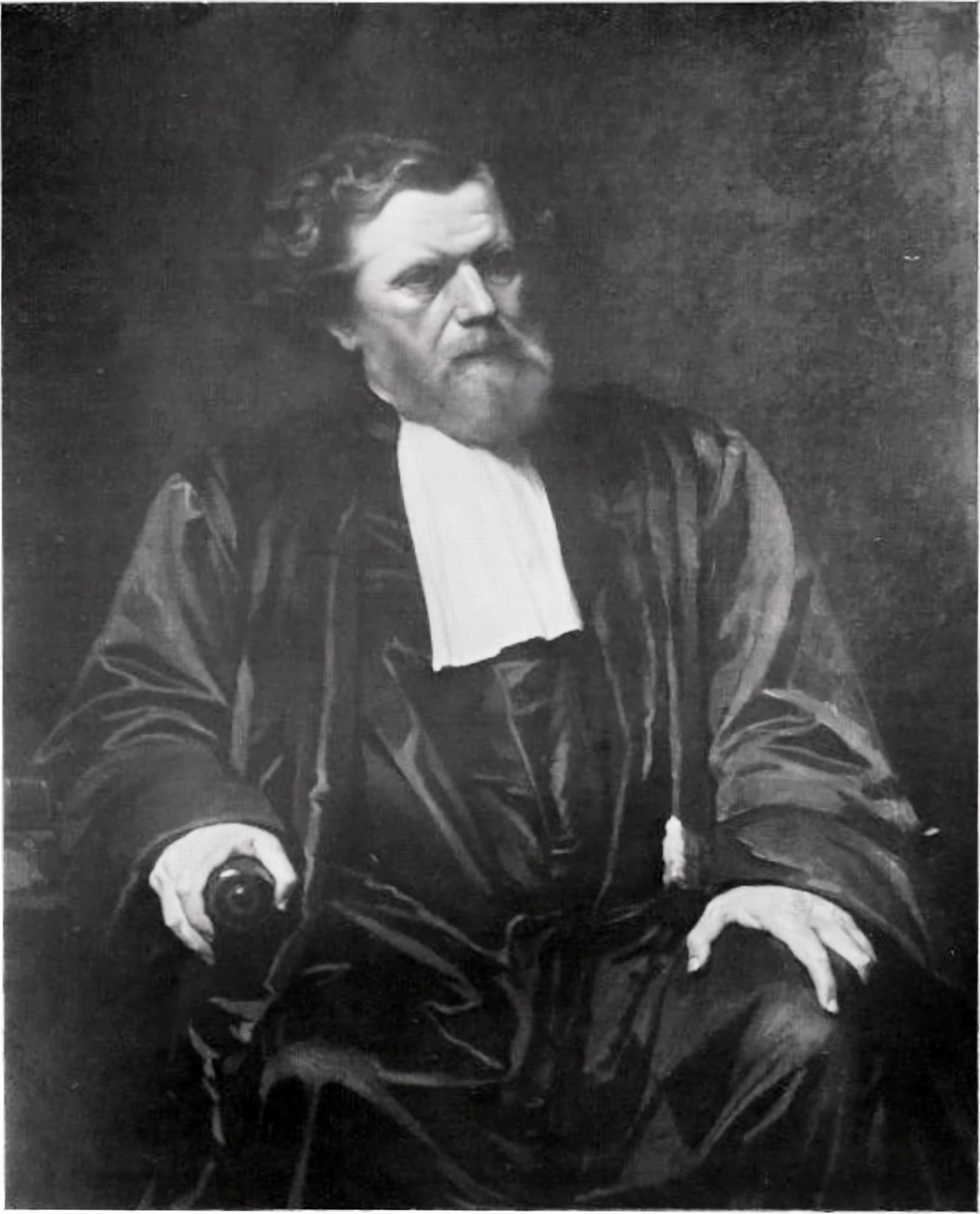
Vulpian par Nélie Jacquemart.
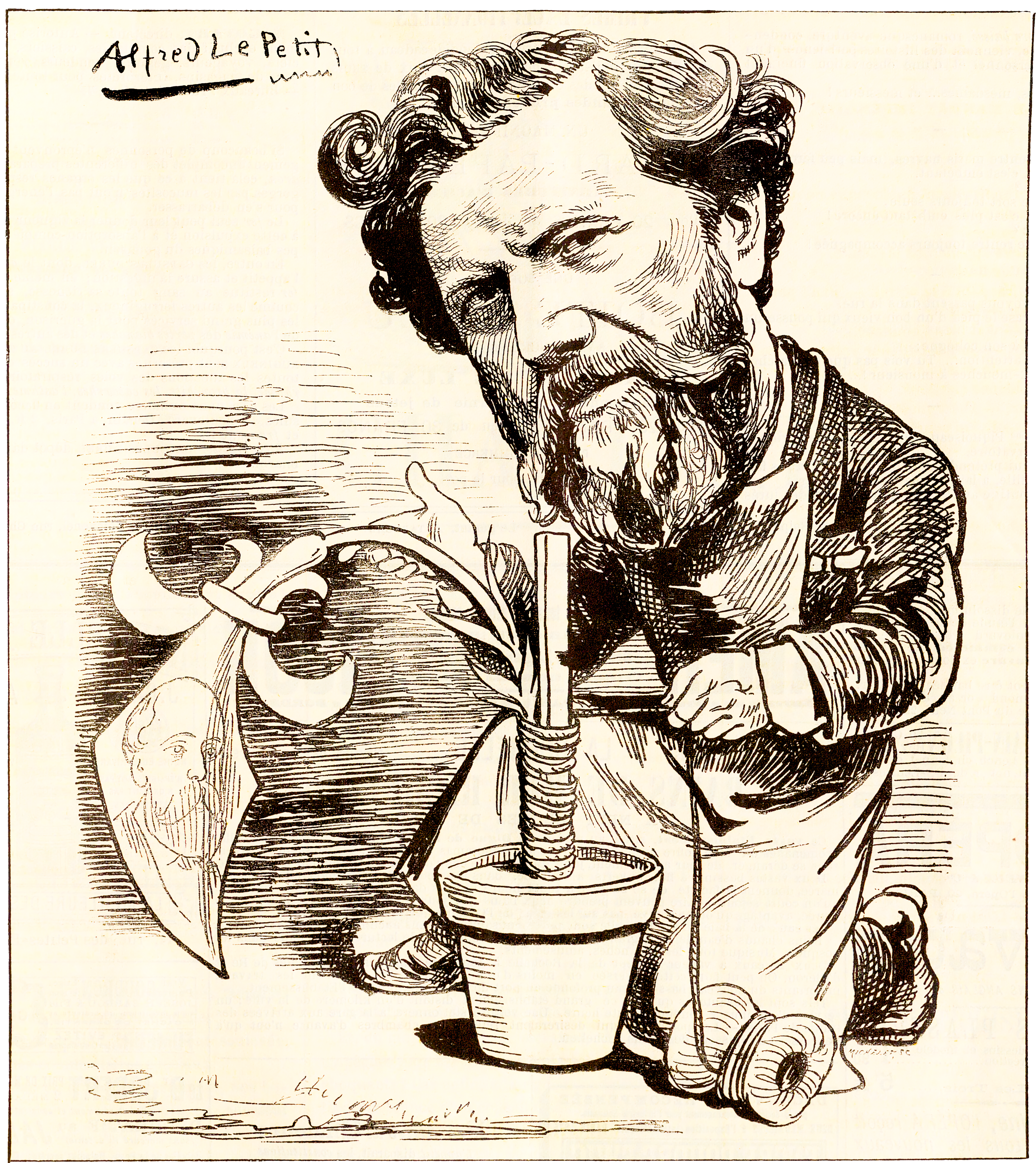
Caricature d’Alfred Le Petit dans Le Charivari.
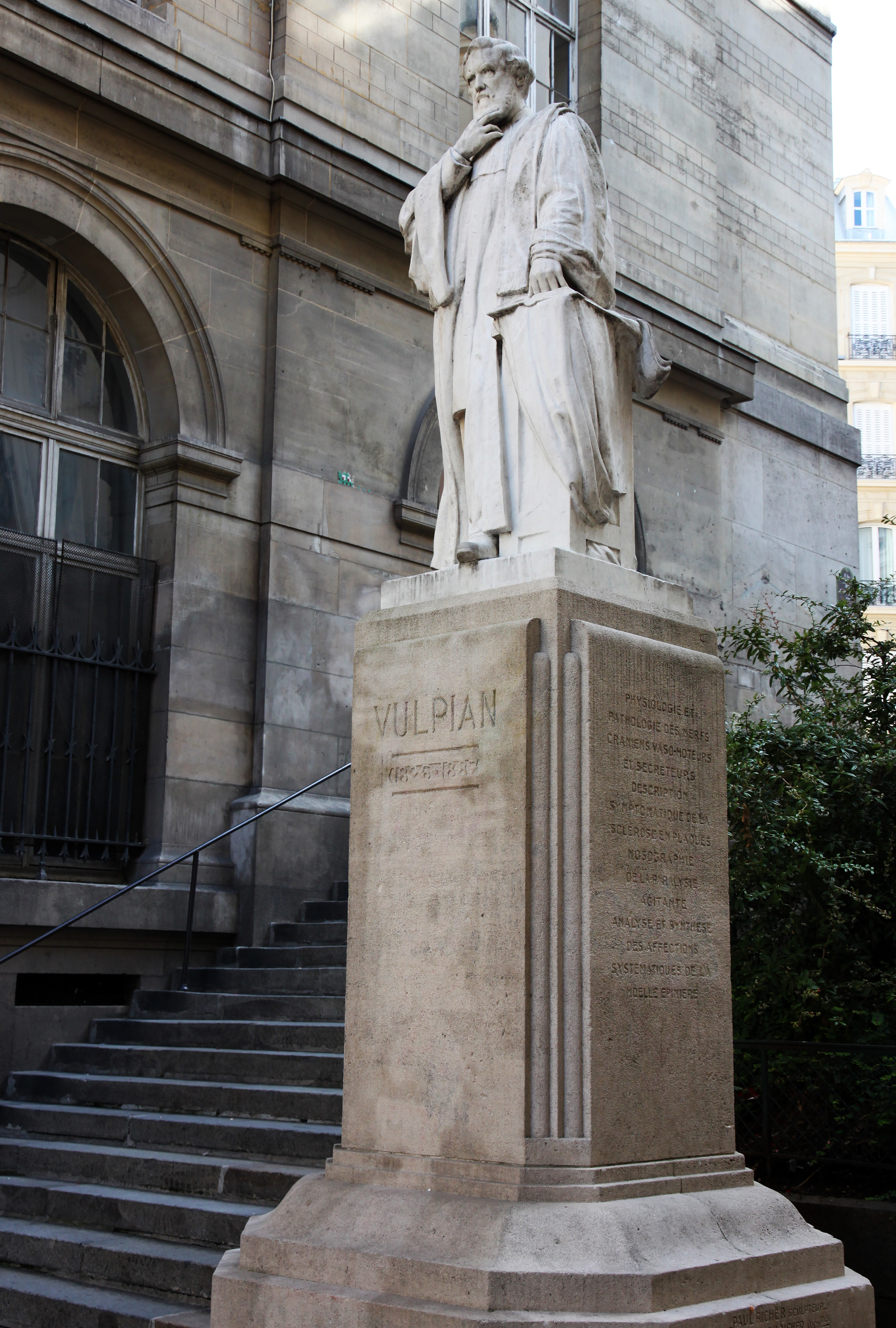
Statue d'Alfred Vulpian par Paul Richer, rue Antoine-Dubois à Paris.
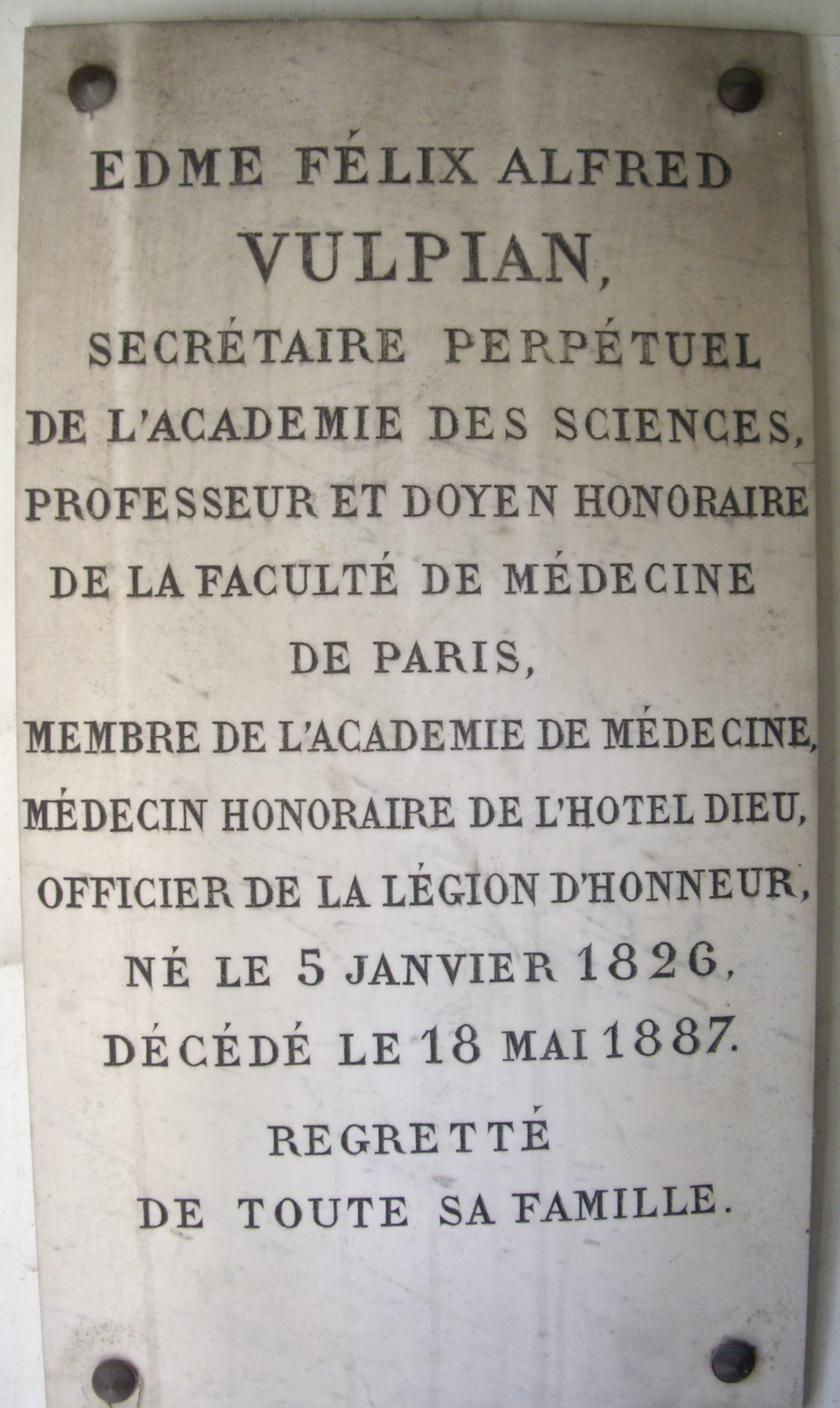
Plaque Alfred Vulpian à l'intérieur de la chapelle Vulpian au cimetière du Montparnasse, division 10.
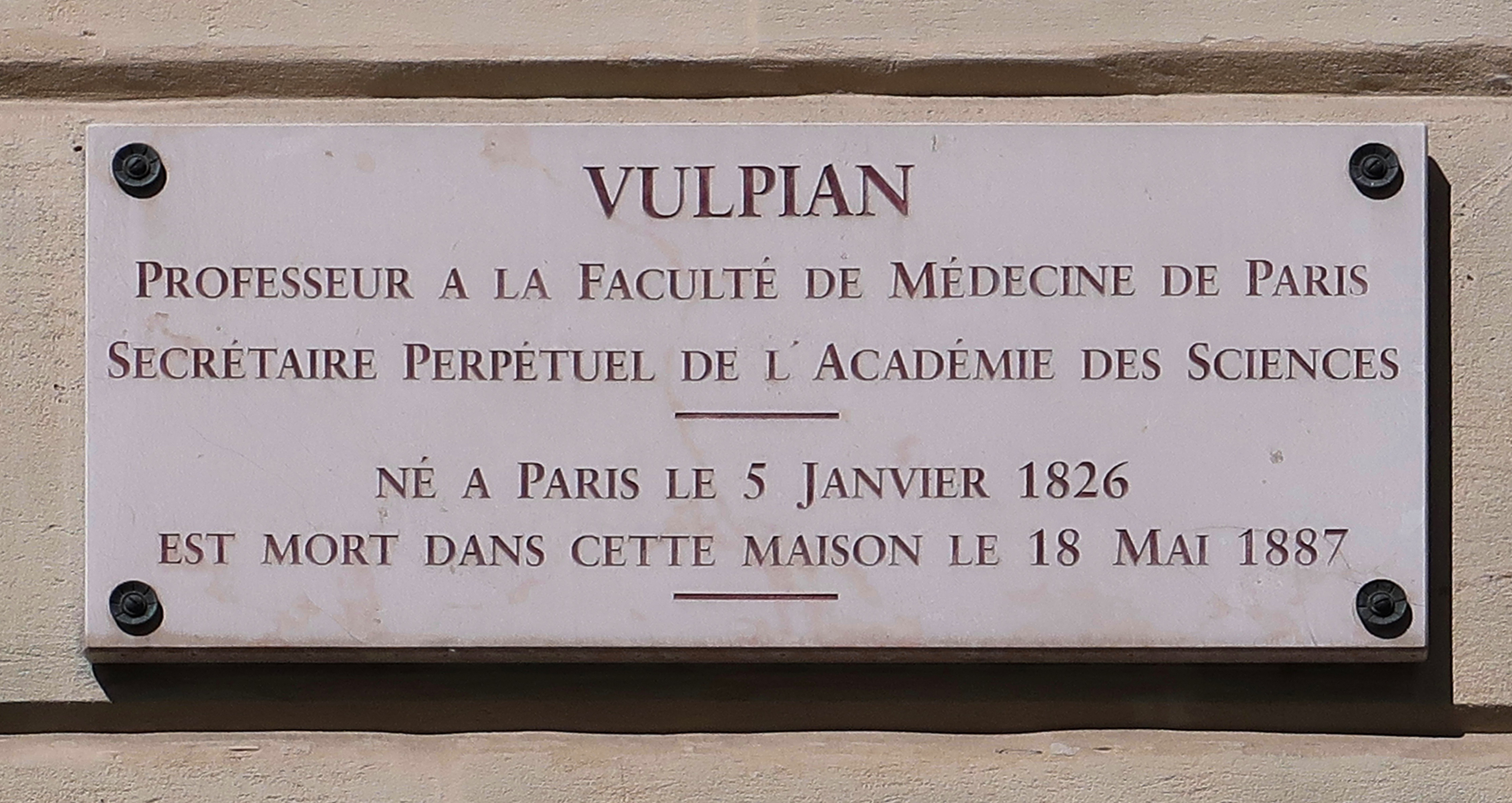
Plaque 24 rue Soufflot, où il est mort.